# Biéville-Beuville

Biéville-Beuville este o comună în departamentul Calvados, Franța. În 1 ianuarie 2022 avea o populație de 3.855 de locuitori.